# Chantel Jackson
Chantel Jackson é uma política e assistente social norte-americana que actua como membro da Assembleia do Estado de Nova York no 79º distrito. Eleita em novembro de 2020, Jackson assumiu o cargo no dia 1 de janeiro de 2021.

## Infância e educação
Jackson nasceu na cidade de Nova York, filha de pai norte-americano e mãe imigrante de Belize. Jackson é bacharel em psicologia pelo City College of New York e mestre em serviço social pela Adelphi University.

## Carreira
Depois de receber o seu título de mestre, Jackson trabalhou como professora no College of New Rochelle de 2014 a 2019. Desde março de 2016, ela é assistente social na Academy for Careers in Television & Film, uma escola técnica em Queens.
Em 2020, depois de o actual membro da Assembleia Michael Blake ter anunciado a sua candidatura para o 15º distrito congressional de Nova York, Jackson declarou a sua candidatura para o 79º distrito da Assembleia do Estado de Nova York. Jackson recebeu o endosso de Blake e derrotou a candidata endossada pelo Partido Democrata do Bronx, Cynthia Cox, e quatro outros candidatos com 26% dos votos nas primárias democratas. Ela venceu as eleições gerais de novembro no distrito fortemente democrata.